# Kerry Xu
Kerry Xu (* 22. Oktober 1999 in San José, Vereinigte Staaten) ist eine US-amerikanische Badmintonspielerin. Annie Xu ist ihre Zwillingsschwester.

## Karriere
Kerry Xu siegte 2017 bei den USA International, 2019 bei den Silicon Valley International. 2024 startete sie bei den Olympischen Spielen in Paris. Im Damendoppel schied sie dabei gemeinsam mit Annie Xu schon in der Vorrunde aus.

## Erfolge

### Panamerikaspiele
Damendoppel
| Jahr | Ort                                               | Partner  | Gegner                      | Ergebnis            | Resultat |
| ---- | ------------------------------------------------- | -------- | --------------------------- | ------------------- | -------- |
| 2023 | Olympic Training Center, Santiago de Chile, Chile | Annie Xu | Catherine Choi Josephine Wu | 18–21, 21–10, 17–21 | Silber   |

### Panamerikameisterschaft
Damendoppel
| Jahr | Ort                                                                    | Partner  | Gegner                        | Ergebnis     | Resultat |
| ---- | ---------------------------------------------------------------------- | -------- | ----------------------------- | ------------ | -------- |
| 2023 | G.C. Foster College of Physical Education and Sport, Kingston, Jamaika | Annie Xu | Catherine Choi Josephine Wu   | 19–21, 8–21  | Bronze   |
| 2024 | Teodoro Palacios Flores Gymnasium, Guatemala-Stadt, Guatemala          | Annie Xu | Francesca Corbett Allison Lee | 14–21, 15–21 | Silber   |

### Sommeruniversiade
Damendoppel
| Jahr | Ort                              | Partner  | Gegner                  | Ergebnis     | Resultat |
| ---- | -------------------------------- | -------- | ----------------------- | ------------ | -------- |
| 2017 | Taipei Gymnasium, Taipeh, Taiwan | Annie Xu | Hsu Ya-ching Wu Ti-jung | 17–21, 17–21 | Bronze   |

### Juniorenpanamerikameisterschaft
Damendoppel
| Jahr | Ort                                                          | Partner  | Gegner                    | Ergebnis     | Resultat |
| ---- | ------------------------------------------------------------ | -------- | ------------------------- | ------------ | -------- |
| 2014 | Gimnasio Teodoro Palacios Flores, Guatemala-Stadt, Guatemala | Annie Xu | Victoria Chen Crystal Pan | 22–20, 21–14 | Gold     |
| 2015 | Centro de Alto Rendimiento, Tijuana, Mexiko                  | Annie Xu | Joanna Liu Crystal Pan    | 21–12, 21–17 | Gold     |

### BWF International
Damendoppel
| Jahr | Wettbewerb                   | Partner  | Gegner                           | Ergebnis            | Resultat |
| ---- | ---------------------------- | -------- | -------------------------------- | ------------------- | -------- |
| 2017 | USA International            | Annie Xu | Daniela Macías Dánica Nishimura  | 21–11, 21–12        | Sieger   |
| 2018 | USA International            | Annie Xu | Akane Araki Riko Imai            | 15–21, 19–21        | Finalist |
| 2019 | Silicon Valley International | Annie Xu | Breanna Chi Jennie Gai           | 21–14, 21–11        | Sieger   |
| 2022 | Peru International           | Annie Xu | Paula Lynn Cao Hok Lauren Lam    | 19–21, 18–21        | Finalist |
| 2022 | El Salvador International    | Annie Xu | Paula Lynn Cao Hok Lauren Lam    | 18–21, 17–21        | Finalist |
| 2022 | Canadian International       | Annie Xu | Clara Azurmendi Beatriz Corrales | 15–21, 21–15, 21–14 | Sieger   |
| 2023 | Guatemala International      | Annie Xu | Catherine Choi Josephine Wu      | 18–21, 18–21        | Finalist |
| 2023 | Peru International           | Annie Xu | Jaqueline Lima Sâmia Lima        | 21–11, 21–10        | Sieger   |
| 2023 | El Salvador International    | Annie Xu | Francesca Corbett Allison Lee    | 18–21, 11–21        | Finalist |